# Кляйнмайшайд
Кляйнмайшайд (нім. Kleinmaischeid) — громада в Німеччині, розташована в землі Рейнланд-Пфальц. Входить до складу району Нойвід. Складова частина об'єднання громад Дірдорф.
Площа — 6,99 км2. Населення становить 1315 ос. (станом на 31 грудня 2020).